# プリサイスエンド
プリサイスエンド (Precise End) は、アメリカ合衆国生まれの競走馬および種牡馬である。

## 経歴
競走馬としてはアメリカ合衆国で走り、ベイショアーステークス (GIII) で1着、サマーステークス (GII) で3着、カウディンステークス (GII) で3着となるなどの成績を残した。
2001年よりアメリカ合衆国で種牡馬となり、2005年に日本へ輸入され、日高スタリオンステーションで繋養された。日本での供用初年となる当年には128頭に種付けを行い、日高地区の新種牡馬としてイーグルカフェと並んでトップを記録した。内国産の初年度産駒はその後77頭が血統登録された。
内国産の産駒は2008年より競走馬デビューし、6月22日に函館競馬場で行われたメイクデビュー函館をコパノマユチャンが制し、内国産の産駒が初勝利を挙げた。この勝利は2008年の新種牡馬産駒の中央競馬での初勝利第1号を記録した。
日本に輸入される前に誕生し、外国産馬として輸入された3頭の産駒は、すべて勝ち上がっている。アメリカで走っている産駒では、2008年にシェリーン (Sherine) がカムリーステークス (GII) を制し、産駒が重賞初勝利を挙げている。
また、2010年1月31日に東京競馬場で行われた第24回根岸ステークス (GIII) にグロリアスノアが優勝し、産駒のJRA重賞初勝利となった。
2015年に日高スタリオンが閉鎖されたため、2016年からは優駿スタリオンステーションで繋養されることになった。
2020年9月7日、2020年シーズンを最後に種牡馬を引退することが発表された。
2021年3月18日の朝、鼻血を出して立てなくなり、獣医を呼び受診させた後、鼻血は止まり、立てるようになったため様子を見ようということになっていた。しかし、15時頃に再度、鼻血を出して立てなくなり、獣医の到着を待たずに死亡した。死亡後の解剖により、副鼻腔からの出血が確認され大量出血が死因と見られている。

## 種牡馬成績

### 主な産駒

#### グレード制重賞優勝馬
競走名の前の国旗は開催国 (日本以外の場合に明記)
- 2005年産
  - Sherine（ カムリーステークス）[5]
- 2006年産
  - グロリアスノア（根岸ステークス、武蔵野ステークス）[6]
- 2009年産
  - シェアースマイル（エーデルワイス賞）[7]
- 2012年産
  - カフジテイク（根岸ステークス）[8]

#### 地方重賞優勝馬
- 2006年産
  - エンドスルー（園田プリンセスカップ）[9]
  - グレードアップ（不来方賞）[10]
  - ヴェリーハード（九州王冠）[11]
  - コパノマユチャン（栗駒賞）[12]
  - ブレーヴキャンター（久松城賞）[13]
- 2007年産
  - プリマビスティー（東京2歳優駿牝馬）[14]
  - ショウリダバンザイ（浦和・桜花賞、ロジータ記念、ノースクイーンカップ3連覇、道営記念、コスモバルク記念）[15]
- 2008年産
  - マイネルパルフェ（嘉瀬川賞、九千部山賞、松浦川賞、阿蘇山賞、尾鈴山賞、玄界灘賞）[16]
- 2009年産
  - マーメイドジャンプ（東海クイーンカップ、のじぎく賞）[17]
  - メイショウパーシー（建依別賞）[18]
- 2010年産
  - ワタリルーブル（ビギナーズカップ）[19]
  - ブリリアントロビン（プリンセスカップ、金杯）[20]
  - ミータロー（北海優駿）[21]
  - テンショウリバイヴ（イーハトーブマイル）[22]
- 2011年産
  - クリノエリザベス（リリーカップ）[23]
  - ニホンカイセーラ（菊水賞）[24]
  - スマイルピース（黒潮盃）[25]
- 2012年産
  - ミラクルフラワー（知床賞、プリンセスカップ、みちのく大賞典、フェアリーカップ2回、トウケイニセイ記念）[26]
  - ラブディーバ（ひまわり賞）[27]
  - メモリードルマン（クイーンカップ）[28]
  - タイセイプレシャス（白銀争覇）[29]
- 2013年産
  - ヘイハチハピネス（クイーンカップ）[30]
- 2014年産
  - アイアンブルー（大高坂賞）
- 2015年産
  - ダモンデ（南部駒賞）[31]
  - アヴァレソー（ハヤテスプリント）[32]
  - コウエイアンカ（園田チャレンジカップ）[33]
- 2016年産
  - エムワンピーコ（ひまわり賞、あやめ賞）[34]
  - イッキトウセン（栄冠賞）[35]
- 2017年産
  - ルナクレア（ヒダカソウカップ）[36]
- 2018年産
  - アイバンホー（金沢ヤングチャンピオン、北日本新聞杯、石川ダービー）[37]
  - サブノタマヒメ（兼六園ジュニアカップ、金沢プリンセスカップ）[38]
  - スマイルサルファー（兵庫ダービー、西日本ダービー、くろゆり賞）[39]
- 2019年産
  - ヴェレノ（黒潮皐月賞、ロータスクラウン賞）[40]
  - ナナコロビヤオキ（土佐秋月賞）[41]

### ブルードメアサイアーとしての主な産駒

#### グレード制重賞優勝馬
- 2022年産
  - クリノメイ（チューリップ賞）

#### 地方重賞優勝馬
- 2017年産
  - リワードアヴァロン（土佐春花賞、高知優駿）
- 2018年産
  - マカベウス（平和賞）
- 2019年産
  - ナニハサテオキ（フリオーソレジェンドカップ、埼玉新聞栄冠賞）

- 2021年産
  - オーシンロクゼロ（菊水賞）
- 2022年産
  - ミラクルヴォイス（ネクストスター門別、星雲賞）
  - ピカンチフラワー（あやめ賞）

## 血統表
| プリサイスエンドの血統                   | プリサイスエンドの血統                          | プリサイスエンドの血統               | （血統表の出典）                     | （血統表の出典） |
| 父系                                     | ミスタープロスペクター系                        | ミスタープロスペクター系             | ミスタープロスペクター系             | [ § 2 ]          |
| 父 *エンドスウィープ End Sweep 1991 鹿毛 | 父の父*フォーティナイナー Forty Niner 1985 栗毛 | Mr.Prospector                        | Raise a Native                       | Raise a Native   |
| 父 *エンドスウィープ End Sweep 1991 鹿毛 | 父の父*フォーティナイナー Forty Niner 1985 栗毛 | Mr.Prospector                        | Gold Digger                          |                  |
| 父 *エンドスウィープ End Sweep 1991 鹿毛 | 父の父*フォーティナイナー Forty Niner 1985 栗毛 | File                                 | Tom Rolfe                            | Tom Rolfe        |
| 父 *エンドスウィープ End Sweep 1991 鹿毛 | 父の父*フォーティナイナー Forty Niner 1985 栗毛 | File                                 | Continue                             |                  |
| 父 *エンドスウィープ End Sweep 1991 鹿毛 | 父の母Broom Dance 1979 鹿毛                     | Dance Spell                          | Northern Dancer                      | Northern Dancer  |
| 父 *エンドスウィープ End Sweep 1991 鹿毛 | 父の母Broom Dance 1979 鹿毛                     | Dance Spell                          | Obeah                                |                  |
| 父 *エンドスウィープ End Sweep 1991 鹿毛 | 父の母Broom Dance 1979 鹿毛                     | Witching Hour                        | Thinking Cap                         | Thinking Cap     |
| 父 *エンドスウィープ End Sweep 1991 鹿毛 | 父の母Broom Dance 1979 鹿毛                     | Witching Hour                        | Enchanted Eve                        |                  |
| 母 Precisely 1987 栗毛                   | 母の父Summing 1978 鹿毛                         | Verbatim                             | Speak John                           | Speak John       |
| 母 Precisely 1987 栗毛                   | 母の父Summing 1978 鹿毛                         | Verbatim                             | Well Kept                            |                  |
| 母 Precisely 1987 栗毛                   | 母の父Summing 1978 鹿毛                         | Sumatra                              | Groton                               | Groton           |
| 母 Precisely 1987 栗毛                   | 母の父Summing 1978 鹿毛                         | Sumatra                              | Sunda Strait                         |                  |
| 母 Precisely 1987 栗毛                   | 母の母Crisp 'n Clear 1981 鹿毛                  | Cold Reception                       | Secretariat                          | Secretariat      |
| 母 Precisely 1987 栗毛                   | 母の母Crisp 'n Clear 1981 鹿毛                  | Cold Reception                       | Cold Comfort                         |                  |
| 母 Precisely 1987 栗毛                   | 母の母Crisp 'n Clear 1981 鹿毛                  | Ring O'Bells                         | Grey Dawn                            | Grey Dawn        |
| 母 Precisely 1987 栗毛                   | 母の母Crisp 'n Clear 1981 鹿毛                  | Ring O'Bells                         | Aldonza                              |                  |
| 母系(F-No.)                              | (FN:21-a)                                       | (FN:21-a)                            | (FN:21-a)                            | [ § 3 ]          |
| 5代内の近親交配                          | Nearctic 5×5=6.25%、Nashua 5×5=6.25%            | Nearctic 5×5=6.25%、Nashua 5×5=6.25% | Nearctic 5×5=6.25%、Nashua 5×5=6.25% | [ § 4 ]          |
| 出典                                     | 1. 2. 3. 4.                                     | 1. 2. 3. 4.                          | 1. 2. 3. 4.                          | 1. 2. 3. 4.      |